# Inga ornifolia
Inga ornifolia är en ärtväxtart som beskrevs av Carl Sigismund Kunth. Inga ornifolia ingår i släktet Inga och familjen ärtväxter. Inga underarter finns listade i Catalogue of Life.